# Cidades de Papel
Cidades de Papel (em inglês: Paper Towns) é o terceiro romance escrito por John Green, publicado em 16 de outubro de 2008 pela Dutton Books. No Brasil, a obra foi publicada pela Editora Intrínseca em 2013.  O romance explora a vinda de idade e de busca do protagonista.

## Enredo
Cidades de papel começa em um lugar fictício chamado Jefferson Park, localizado no subúrbio de Orlando, Florida. O romance centra-se no narrador e protagonista, Quentin "Q" Jacobsen, e sua vizinha, Margo Roth Spiegelman. Como crianças pequenas, Quentin e Margo um dia descobriram o cadáver de Robert Joyner, um homem divorciado que tenha cometido suicídio no parque. Na sequência deste incidente, a história se encaminha para apresentar o dia-a-dia de Quentin e Margo, que agora são estudantes do ensino médio que têm crescido afastados uns dos outros. No entanto, um mês antes de sua formatura do colegial, Margo aparece na janela do quarto de Quentin com a cara pintada de preto e roupas no meio da noite. Ela criou uma missão de vingança contra um grupo de pessoas que ela se sente tê-la machucado ao longo de seu período colegial. A missão tem onze peças para ele. Margo precisa de alguém e, mais importante, um carro, para ajudá-la a concluir as tarefas. Então, ela convence Quentin a esgueirar-se para fora e ajudá-la a se vingar.
Para começar sua missão, Margo leva seu cabeça Quentin a um Walmart, local para comprar uma lista de itens que eles precisam para completar seu plano. Depois de terem comprado todos os materiais necessários, Margo leva Quentin para visitar seu ex-namorado, Jase, e sua melhor amiga, Becca, para começar a primeira parte de sua missão. Jase traiu Margo com Becca. Assim, para se vingar de ambos, Margo fala para Quentin ligar para os pais de Becca para informá-los de que sua filha está tendo relações sexuais com Jase em seu porão.Quando Jase nu tenta escapar da casa e da ira do pai de Becca, Quentin tira uma foto dele. Margo e Quentin, em seguida, invadir a casa de Becca, Margo grafita em azul "M" de margo em sua parede, e deixa um peixe-gato morto em seu porão para simbolizar sua traição. Depois do incidente com Becca e Jase, eles visitam Karin, um personagem secundário na novela, e deixam-lhe um buquê de flores. Karin é o personagem que informou que Margo Jase estava traindo ela. Após a revelação desta notícia, Margo amaldiçoou-a.
Após a conclusão da segunda parte da sua missão, Quentin e Margo foram à casa de Jase, margo quebrou o vidro quando jogou o peixe dentro da casa, e grafitou outro "M" na parte intacta da janela. Eles, então visitam Lacey, uma das melhores amigas de Margo e um personagem importante para a segunda metade do texto. Margo sempre sentiu que Lacey nunca tinha sido um bom amigo para ela, porque ela tinha muitas vezes ridicularizado ela e fez comentários maldosos sobre sua aparência física. Margo e Quentin arrombaram o carro estacionado de Lacey. Eles deixam o peixe sob seu assento e grafitam um "M" sobre o teto de seu carro.
Depois eles vão para o centro de Orlando, e entram no banco SunTrust e sobem até uma sala de conferência em um dos andares mais altos para ver um panorama de Orlando. Aqui, Margo, pela primeira vez, refere-se a Orlando e a sua subdivisão como um "cidade de papel". Ela descreve-o como "falso" e "nem mesmo consistente o suficiente para ser feita de plástico.". Uma vez que deixam o edifício SunTrust, Margo dá Quentin a opção de escolher qualquer pessoa que tem incomodado ele ao longo dos anos para se vingar de um valentão da escola. Chuck Parson, que provocou Quentin desde o ensino médio. Durante os últimos três anos do ensino médio, ele parou com o bullying em Quentin e seus amigos a pedido de Margo. No entanto, Margo e Quentin iriam se vingar de Chuck. Eles esgueiram-se em sua casa, removem uma das suas sobrancelhas com creme de depilação, e colocam vaselina em todas as maçanetas em sua casa. Depois de obter a vingança em Chuck, eles entram em SeaWorld, onde eles são pegos por um guarda de segurança. No entanto, Margo usa suas habilidades persuasivas para escapar junto com Quentin.
Após a sua visita ao SeaWorld, Margo e Quentin voltam para suas casas ao amanhecer. Depois de sua excursão, Quentin, gasta o dia inteiro pensando em como as coisas mudaram. Ele se pergunta se Margo vai começar a sair com ele e seus amigos, Ben e Radar. No entanto, Margo não aparece na escola naquele dia ou no seguinte. Depois que ela está desaparecida há três dias, seus pais registram uma ocorrência policial. Margo fugiu quatro vezes antes no passado, de modo que seus pais estão mais frustrados do que preocupado com ela. Sua mãe ainda revela que ela planeja mudar as fechaduras, de modo que, independentemente se Margo decide voltar, ela não será capaz de entrar. Devido ao fato de que Quentin foi a última pessoa a ver Margo, ele é questionado por um investigador privado. Ele não revela muito. No entanto, logo depois de sua conversa com o investigador privado, Quentin percebe um pôster de Woody Guthrie colado na parte de trás de janela do quarto de Margo. Logo que seus pais saíram de sua casa, Quentin, Ben, e Radar subornam sua irmãzinha, Ruthie, para deixá-los entrar, para que eles possam pesquisar através de seu quarto. Eles logo descobrem que o cartaz leva a um poema de Walt Whitman. "Canção de mim mesmo", que é uma parte de sua coleção de poesia "Folhas de Relva". Em seu quarto, Margo fornece uma cópia do poema com seções destacadas. Quentin acredita que Margo deixou as seções destacadas como pistas para ele encontrá-la. Assim, Quentin gasta incontáveis dias e noites lendo e relendo o poema para procurar pistas de seu paradeiro. Depois de tomar o conselho de Ben, Quentin um dia decide tirar sua porta. No poema, Margo destaca uma linha onde Whitman discute isso. Ele logo encontra um pequeno pedaço de papel que tem o endereço, "8328 Bartlesville Avenue", localizado na sua porta. Esperando que ele vai levá-los para onde Margo está, Quentin e seus amigos decidem ir à escola no dia seguinte para visitar o endereço no pedaço de papel. Neste local, eles encontram um velho mini-shopping abandonado em Christmas, Florida, que contém evidências de sua presença recente e uma mensagem de pulverização mórbida pintados nas paredes. Quentin esforça-se para analisar a mensagem. Por um lado, ele acredita que aquilo confirma seu suicídio. Enquanto, por outro lado, ele acredita que é valida sua hipótese de que Margo foi inteiramente demasiada farta de sua vida de papel.
Eventualmente, as pistas levam a crer que Margo pode estar possivelmente escondida ou enterrada em um dos muitos projetos abandonadas em torno de Orlando. Consequentemente, ele dirige a todos os projetos abandonados onde ele sente que ela pode estar escondida, mas não tem sorte em localizá-la. No dia de sua formatura, enquanto se prepara, Quentin faz uma conexão com um mapa que ele encontrou no shopping abandonado. Ele combina os buracos das tachas no mini-shopping para o seu mapa. Isso o leva a descobrir que Margo foi escondida em uma cidade fictícia em Nova York chamado Agloe, que foi criado como uma armadilha de direitos de autor por cartógrafos, perto da cidade existente de Roscoe, New York. Como resultado, Quentin, Radar, Ben, e Lacey todos optam por pular a formatura, a fim de ir a Nova York para procurar por ela. O grupo é colocado sob uma restrição de tempo, como Quentin descobre na página do Omnictionary de Agloe, que Margo planeja deixar o local em 29 de maio ao meio-dia. Assim, eles devem fazer a unidade para Roscoe, New York em menos de vinte e quatro horas.
Quando eles chegam a Agloe, eles descobrem que Margo está vivendo em um velho celeiro. Margo fica chocada ao vê-los, o que irrita o grupo. Eles esperavam por ela para ser grato de sua presença. No entanto, ela reage à sua chegada como uma perturbação inesperada e começa a repreendê-los em conformidade. Margo não tinha deixado nenhuma das pistas que eles usaram para encontrá-la intencionalmente. Ela afirma que ela não queria ser encontrada. Irritado com sua falta de gratidão, Radar, Ben, e Lacey deixam o celeiro e passam a noite em um motel. Gradualmente, Quentin percebe que a imagem que tinha dela era tão falsa quanto a que ela estava emitindo para toda a gente. Como resultado, ele fica furioso com ela por desperdiçar seu tempo. Sua raiva obriga Margo argumentar que Quentin salvou por razões egoístas. Ele queria ser o herói que salvou a garota problemática. Em última análise, Quentin aceita que era injusto para ele esperar que Margo viveria até a imagem perfeita que ele construiu dela. Depois de sua conversa profunda, Margo decide ir para New York City. Eles brevemente beijam-se. Quentin quer ficar com ela, mas entende que as suas responsabilidades e da natureza de sua vida em casa restringe-o de fazê-lo. Nas últimas linhas do romance, Margo e Quentin prometem se manter em contato.

## Personagens
- Quentin "Q" Jacobsen: O protagonista e narrador da história. Ele tem uma queda por sua vizinha, Margo, desde que eram crianças. Ao longo de sua infância e adolescência, sua paixão por Margo desenvolve. No livro, Quentin percebe o seu amor por Margo, particularmente após seu desaparecimento. Ele rastreia pistas que ele pensa que Margo deixou para trás para ajudá-lo a encontrá-la. Quentin logo se torna obcecado em encontrar essas pistas e recruta seus amigos para ajudá-lo a encontrar Margo. Seu desejo de encontrar Margo resulta em ele negligenciar a escola e seus amigos. Sua obsessão, por sua vez, faz com que ele possua essa imagem fantástica e essencialmente perfeita de Margo. Para o fim do romance, ele descobre que sua imagem e expectativas eram irreais.
- Margo Roth Spiegelman: A "menina de papel" que foge de casa apenas para ser perseguida por seu amigo de infância, Quentin. Margo é uma das raparigas mais populares da sua escola local. Devido a sua infelicidade com a "falsidade" de sua definição, ela decide deixar a cidade. No entanto, antes que ela saia da cidade, ela pede a Quentin para ajudá-la a cumprir um plano de vingança contra todos que a maltrataram. No início do romance, ela descobre que seu namorado, Jase, está traindo-a com seu melhor amiga, Becca. No passado, Margo fugiu de casa quatro vezes. Ela tem um amor para a literatura americana, música e viagens. Seu cão de estimação, Myrna Mountweazel, é uma referência a Lillian Virginia Mountweazel, uma mulher que nunca existiu, mas que aparece na edição de 1975 do Columbia Encyclopedia New.
- Ben Starling: Ele é um dos melhores amigos de Quentin. Ele está na banda da escola e também ajuda Quentin a encontrar Margo. No processo, ele se torna o namorado de Lacey. No início do romance, Ben tem uma obsessão com baile e refere-se a meninas como "gatinhas". Durante o fim de semana do baile, Ben torna-se o indivíduo com o maior keg standy na história Winter Park por sessenta e três segundos.  Ele bêbado faz um acordo com Quentin e Radar de usar nada debaixo de suas vestes da formatura. Ao longo do romance, Ben esforça-se para conformidade. Como Radar, Ben também critica Quentin para sua obsessão Margo.
- Marcus "Radar" Lincoln: Ele é um dos melhores amigos de Quentin. No romance, ele está constantemente na edição de páginas de um site chamado Omnictionary, que é basicamente uma paródia da Wikipédia. Ele foi apelidado por Quentin e Ben depois que o personagem de M * A * S * H *.  Para seu constrangimento, seus pais possuem a maior coleção do mundo de Papais Noéis negros.  Ele é da banda da escola. Como Ben, Radar auxilia Quentin em encontrar Margo. Ele está a namorar Angela. Ele ainda crítica Quentin para sua obsessão Margo e o seu egoísmo.
- Lacey Pemberton: Ela tem sido uma das amigas mais próximas de Margo desde o jardim de infância. No entanto, Margo e Lacey tem uma estranha amizade. Margo sente que Lacey tem sido sempre crítica durante sua amizade. No início do romance, Margo vandaliza o  carro de Lacey (com o plantio de um peixe-gato morto debaixo de um assento e com uma pichação no teto de seu carro) por raiva porque o fato de que Lacey não conta a ela sobre Jase e Becca. No entanto, Lacey não tinha conhecimento de seu relacionamento. Quando Margo desaparece, Lacey fica preocupada e envolvida na pesquisa. Ela faz amizade com Quentin, Ben, e Radar para ajudar a procurar Margo. Lacey ainda pede para sua prima colocar panfletos em toda New York City, um lugar onde Margo supostamente disse a seu ex-namorado que ela queria ir, em busca dela. No livro, Lacey se torna namorada de Ben. Sua personagem se desenvolve mais para a segunda metade do texto, como ela se torna mais envolvida na busca de Margo. Ela falta a formatura para ir com Quentin, Ben, e Radar para encontrar Margo.

## Adaptação para o cinema
Os direitos de adaptação cinematográficos do livro foram comprados pela 20th Century Fox, mesma distribuidora de A Culpa é das Estrelas, de 2014, que também foi baseado no livro de mesmo nome de John Green. O ator Nat Wolff, que fez o papel de Isaac  no filme "A Culpa é das Estrelas ", ficou com o papel de Quentin enquanto a modelo e atriz Cara Delevingne com o papel de Margo Roth Spiegelman.
A  adaptação cinematográfica Cidades de Papel teve seu lançamento mundial em 24 de julho de 2015, o Brasil foi o primeiro país a receber o lançamento, em 8 de julho de 2015. O autor John Green e o ator Nat Wolff vieram ao país para promover o lançamento.